# Championnat du Congo de football 2012
Navigation
Saison précédente Saison suivante
La saison 2012 du Championnat du Congo de football est la quarante-septième édition de la première division congolaise, la MTN Ligue 1. Vingt-huit équipes sont réparties en deux poules (Brazzaville et Pointe-Noire) où elles affrontent leurs adversaires à deux reprises. Les deux meilleures formations de chaque groupe disputent la phase finale. Afin de permettre le retour à un championnat à poule unique (avec 18 équipes), dix clubs sont relégués en fin de saison.
C’est le club de l'AC Léopards qui remporte la compétition cette saison, après avoir battu le tenant du titre, les Diables noirs de Brazzaville en finale nationale. C’est le tout premier de champion du Congo de l’histoire du club, qui réussit une saison exceptionnelle, puisqu'en plus du titre, elle atteint la finale de la Coupe du Congo mais surtout remporte la Coupe de la confédération.

## Qualifications continentales
Le champion du Congo se qualifie pour la Ligue des champions de la CAF 2013 tandis que le vainqueur de la Coupe du Congo obtient son billet pour la Coupe de la confédération 2013. Si un club réussit le doublé Coupe-championnat, c’est le finaliste de la Coupe qui participe à la Coupe de la confédération.

## Les clubs participants
Brazzaville :
- Saint-Michel de Ouenzé
- JS Talangaï
- Diables noirs de Brazzaville
- Ajax de Ouenzé
- AS Police Brazzaville
- Patronage Sainte-Anne
- CARA Brazzaville
- FC Kondzo
- Inter Club
- Arc-en-Ciel Morandzambé
- FC Cuvette
- Étoile du Congo
- Saint-Michel de Loukoléla - Promu de D2
- Tongo FC Jambon - Promu de D2

Pointe-Noire :
- Vita Club Mokanda
- Nico-Nicoyé
- Pigeon Vert
- AC Léopards
- JS Bougainvillées
- Munisport Pointe-Noire
- AS Ponténégrine
- AS Cheminots
- CS La Mancha
- Olympic Nkayi
- Olympic Vision
- US Saint-Pierre
- ASICO Sport - Promu de D2
- FC Bilombé - Promu de D2

## Compétition

### Phase de poules
Le barème utilisé pour établir le classement est le suivant :
- Victoire : 3 points
- Match nul : 1 point
- Défaite, forfait ou abandon : 0 point

| Rang | Équipe                        | Pts | J  | G  | N  | P  | Bp | Bc | Diff |
| ---- | ----------------------------- | --- | -- | -- | -- | -- | -- | -- | ---- |
| 1    | Diables noirs de BrazzavilleT | 64  | 26 | 19 | 7  | 0  | 46 | 9  | +37  |
| 2    | JS Talangaï                   | 47  | 26 | 13 | 8  | 5  | 34 | 22 | +12  |
| 3    | Étoile du Congo               | 45  | 26 | 13 | 6  | 7  | 38 | 18 | +20  |
| 4    | CARA Brazzaville              | 42  | 26 | 12 | 6  | 8  | 32 | 23 | +9   |
| 5    | Inter Club                    | 39  | 26 | 10 | 9  | 7  | 38 | 24 | +14  |
| 6    | Saint-Michel de Ouenzé        | 39  | 26 | 9  | 12 | 5  | 34 | 29 | +5   |
| 7    | Saint-Michel de LoukolélaP    | 37  | 26 | 10 | 7  | 9  | 22 | 24 | -2   |
| 8    | Ajax de Ouenzé                | 36  | 26 | 10 | 6  | 10 | 20 | 24 | -4   |
| 9    | FC Cuvette                    | 29  | 26 | 7  | 8  | 10 | 21 | 31 | -10  |
| 10   | AS Police Brazzaville         | 29  | 26 | 8  | 5  | 13 | 21 | 33 | -12  |
| 11   | FC Kondzo                     | 26  | 26 | 5  | 11 | 10 | 23 | 31 | -8   |
| 12   | Tongo FC JambonP              | 25  | 26 | 6  | 7  | 12 | 23 | 27 | -4   |
| 13   | Patronage Sainte-Anne         | 22  | 26 | 6  | 4  | 16 | 22 | 47 | -25  |
| 14   | Arc-en-ciel Morandzambé       | 11  | 26 | 1  | 8  | 17 | 15 | 47 | -32  |

| Rang | Équipe                 | Pts | J  | G  | N | P  | Bp | Bc | Diff |
| ---- | ---------------------- | --- | -- | -- | - | -- | -- | -- | ---- |
| 1    | AC Léopards            | 55  | 26 | 18 | 1 | 3  | 68 | 10 | +58  |
| 2    | AS Ponténégrine        | 46  | 26 | 14 | 4 | 4  | 37 | 16 | +21  |
| 3    | FC BilombéP            | 42  | 26 | 13 | 3 | 6  | 36 | 16 | +20  |
| 4    | Munisport Pointe-Noire | 37  | 26 | 11 | 4 | 7  | 26 | 25 | +1   |
| 5    | CS La Mancha           | 34  | 26 | 10 | 4 | 8  | 39 | 23 | +16  |
| 6    | Vita Club Mokanda      | 31  | 26 | 10 | 1 | 11 | 28 | 33 | -5   |
| 7    | Pigeon Vert            | 29  | 26 | 8  | 5 | 9  | 31 | 36 | -5   |
| 8    | AS Cheminots           | 28  | 26 | 7  | 7 | 8  | 21 | 25 | -4   |
| 9    | Olympic Nkayi          | 24  | 26 | 6  | 6 | 10 | 21 | 29 | -8   |
| 10   | US Saint-Pierre        | 20  | 26 | 6  | 2 | 14 | 15 | 45 | -30  |
| 11   | Nico-Nicoyé            | 17  | 26 | 4  | 5 | 13 | 21 | 47 | -26  |
| 12   | JS Bougainvillées      | 11  | 26 | 3  | 2 | 17 | 20 | 58 | -38  |
| 13   | ASICO SportP           | 21  | 26 | 5  | 6 | 11 | 17 | 26 | -9   |
| 14   | Olympic Vision         | 12  | 26 | 2  | 6 | 14 | 18 | 44 | -26  |

### Demi-finales
| Équipe 1        | Résultat | Équipe 2                     | Aller | Retour |
| --------------- | -------- | ---------------------------- | ----- | ------ |
| JS Talangaï     | 1 - 3    | AC Léopards                  | 1 - 1 | 0 - 2  |
| AS Ponténégrine | 0 - 2    | Diables noirs de Brazzaville | 0 - 0 | 0 - 2  |

### Finale nationale
| 16 décembre 2012 | AC Léopards     | 1 - 1 | Diables noirs de Brazzaville | Stade municipal, Pointe-Noire |  |
|                  | Bhebey Ndey 68e |       | 48e Djimbi                   |                               |  |
|                  | Tirs au but 4-2 |       |                              |                               |  |

## Bilan de la saison
| Championnat du Congo de football 2012 |                              |
| Champion                              | AC Léopards (1er titre)      |
| Coupes et trophées                    |                              |
| Vainqueur de la Coupe du Congo 2012   | Diables noirs de Brazzaville |
| Qualifications continentales          |                              |
| Ligue des champions de la CAF 2013    | AC Léopards                  |
| Coupe de la confédération 2013        | Diables noirs de Brazzaville |
| Promotions et relégations             |                              |
| Promus en MTN Ligue 1                 | Aucun                        |
| Relégués en MTN Ligue 2               | 10 clubs                     |